# Xenoacremonium
Xenoacremonium is een geslacht van schimmels behorend tot de familie Nectriaceae. De typesoort is Xenoacremonium recife.

## Soorten
Volgens Index Fungorum telt het geslacht drie soorten (peildatum maart 2023):
| Soortnaam                    | Auteur(s)                        | Publicatiejaar |
| ---------------------------- | -------------------------------- | -------------- |
| Xenoacremonium brunneosporum | Dayar., E.B.G. Jones & K.D. Hyde | 2020           |
| Xenoacremonium falcatum      | L. Lombard & Crous               | 2015           |
| Xenoacremonium recifei       | (Leão & Lôbo) L. Lombard & Crous | 2015           |